# Liste der Monuments historiques in Taillecavat
Die Liste der Monuments historiques in Taillecavat führt die Monuments historiques in der französischen Gemeinde Taillecavat auf.

## Liste der Objekte
| Bezeichnung | Beschreibung          | Standort                        | Kennzeichnung | Schutzstatus | Datum | Bild |
| ----------- | --------------------- | ------------------------------- | ------------- | ------------ | ----- | ---- |
| Glocke      | Bronze, 1806 gegossen | in der Kirche Notre-Dame (Lage) | PM33002482    | Inscrit      | 2014  |      |